# Војни меморандум у Турској 1971.
Меморандум 12. марта (тур. 12 Mart Muhtırası) је докуменат, односно ултиматум, који је 12. марта 1971. године генерал Мемдух Тагмач, начелник Генералштаба турске војске послао тадашњем премијеру Сулејману Демирелу, у коме је захтевао формирање "нове и одговорне владе" и претио да ће у супротном "сама преузети власт". Демирел је након трочасовног састанка у влади прихватио захтеве и поднео оставку, те је парламент изабрао нову "нестраначку" и "технократску" владу под водством Нихата Ермина. До ултиматума је дошло једанаест година након војног удара у коме је војска привремено преузела власт, а након кога су у Турској започете либералне реформе; крајем 1960-их и почетком 1970-их су Турску, међутим, почели да паралишу штрајкови нагло ојачаних синдиката и терористичка активност радикалне левице, а потом исте такве активности радикалне деснице (Сиви вукови), исламиста и курдских сепаратиста. Две водеће странке, Иненијева опозициона Републиканска народна странка (ЧП) и владајућа Демирелова Странка правде - су биле подељене на фракције и изгубиле велики део ауторитета у народу. Иако није било никаквог насиља, а цивилни демократски поредак био номинално одржан, меморандум је де факто представљао државни удар. Верује се како су генерал Тагмач и његове присташе одбили да непосредно преузму власт, бојећи се негативних реакција у светској јавности, поготово међу НАТО-вим савезницима који су већ имали проблема са режимом пуковника у суседној Грчкој. Ерминова влада је, међутим, брзо дала широке овласти безбедносним службама да започну кампању хапшења, мучења и затварања, чије су жртве углавном били левичари. Ерминова влада је 1972. изгубила подршку у парламенту, али се политичка нестабилност и насиље одржало током 1970-их, а што је 1980. године кулминисало у новим војним ударом.